# Ontsira cheops
Ontsira cheops är en stekelart som först beskrevs av Nixon 1939.  Ontsira cheops ingår i släktet Ontsira och familjen bracksteklar. Inga underarter finns listade i Catalogue of Life.